# Cormobates
Cormobates är ett litet fågelsläkte i familjen eukalyptuskrypare inom ordningen tättingar. Släktet omfattar endast två arter som förekommer i östra Australien och på Nya Guinea:
- Vitstrupig eukalyptuskrypare (C. leucophaea)
- Papuansk eukalyptuskrypare (C. placens)